# 亞赫內 (奧布希夫區)
49°36′24″N 31°0′49″E / 49.60667°N 31.01361°E

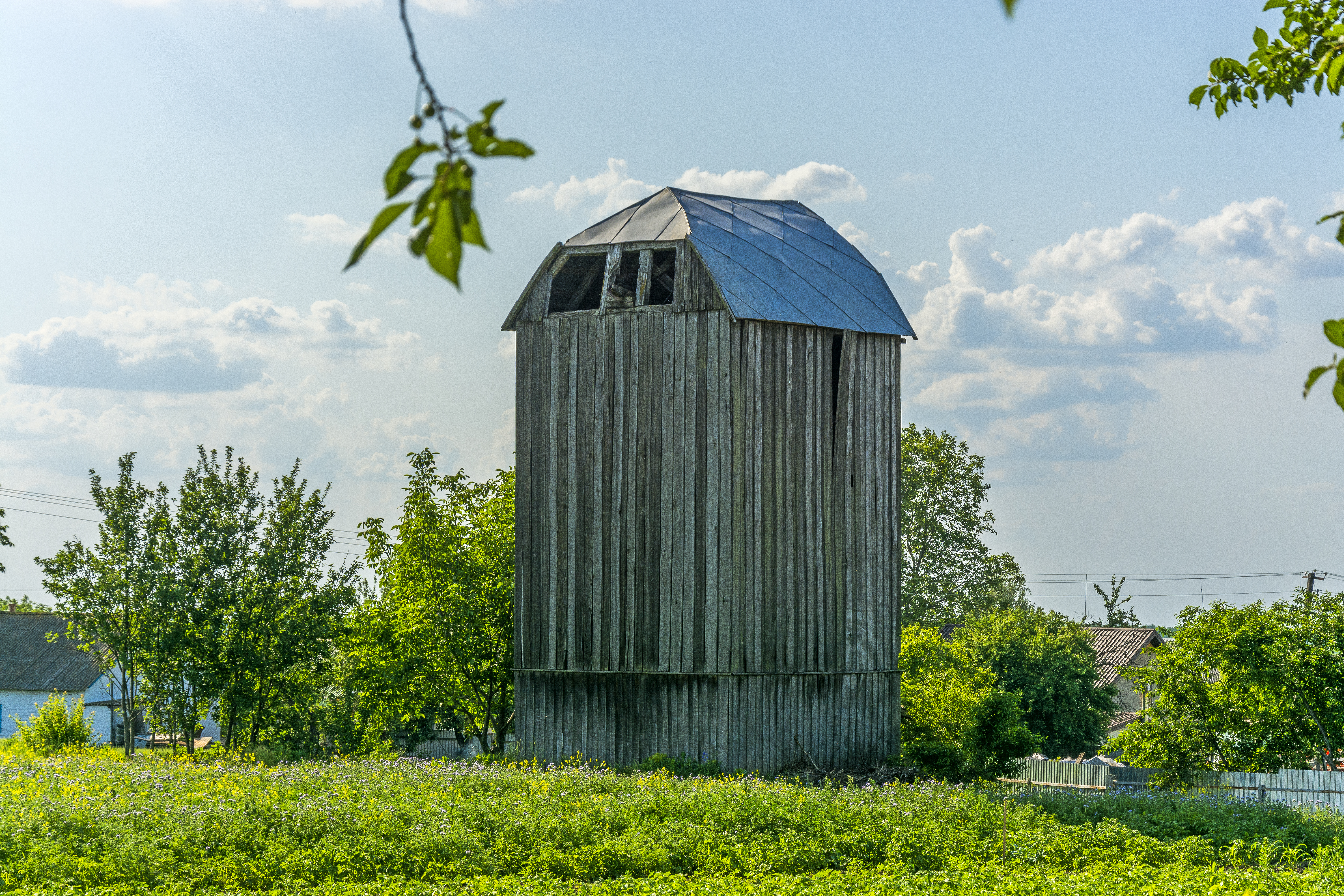
风车

亞赫内（烏克蘭語：Яхни）是位於烏克蘭北部的村莊，由基辅州奧布希夫區的米羅尼夫卡市鎮負責管轄。該村始建於1701年，面積19.2平方公里，海拔高度172米，2001年人口827，人口密度每平方公里43人。